# 利波維齊亞
48°46′4″N 24°3′13″E / 48.76778°N 24.05361°E
利波維齊亞（烏克蘭語：Липовиця），是烏克蘭西部的村莊，隸屬伊萬諾-弗蘭科夫斯克州的卡盧什區。該村面積77.1平方公里，2001年人口1,616，人口密度每平方公里21人。